# إليوت تشارلز
إليوت تشارلز (بالإنجليزية: Elliott Charles)‏ (1 أبريل 1990 بمنطقة أنفيلد في المملكة المتحدة - ) هو لاعب كرة قدم بريطاني في مركز الهجوم. شارك مع منتخب غرينادا لكرة القدم. أما مع النوادي، فقد لعب مع إبسفليت يونايتد وإيستبورن بوروه ونادي بارنت ونادي فارنبوروه ونادي ليويس ونادي كيترينغ تاون وهافانت أند ووترلوفيل وStaines Town F.C. ‏ ونادي دوفر أتليتيك وHendon F.C. ‏ وكونكورد رينجرز وهيميل هيمبستيد تاون.

## وصلات خارجية
- إليوت تشارلز على موقع قاعدة بيانات كرة القدم.إي يو (الإنجليزية)
- إليوت تشارلز على موقع ناشيونال فوتبول تيمز (الإنجليزية)
- إليوت تشارلز على موقع Soccerbase.com (لاعب) (الإنجليزية)
- إليوت تشارلز على موقع Soccerway.com (الإنجليزية)